# 第102装甲輸送隊
第102装甲輸送隊（だいいちまるにそうこうゆそうたい）は、陸上自衛隊上富良野駐屯地（北海道富良野市）に駐屯していた北部方面隊第1戦車団隷下の機甲科の輸送部隊で1981年（昭和56年）3月25日に廃止された。略称は「102APC」。

## 概要
隊長は2等陸佐が充てられる大隊規模の部隊で、4個装甲輸送小隊基幹として60式装甲車を約70両から最大90両装備していた。各装甲輸送小隊へはそれぞれ約20両程度の装甲輸送車を配置し、各普通科連隊への装甲輸送支援を主体とした任務を担っていた。編成完結時の定員は240名。
北部方面隊直轄部隊として1971年（昭和46年）3月に創設された。当時の陸上自衛隊においては一部の部隊を除いて装甲化されておらず、装甲化されていない普通科部隊などの輸送、戦車への随伴を目的に当該部隊が編成されていた。編成当時は対ソビエト連邦との軍事衝突に備えるために第2師団の各部隊への装甲輸送支援を主体に任務が組まれていた。
廃止後は各師団に装備および人員は分散し、一部は後に戦車連隊新編時の要員・装備などに組み込まれた。

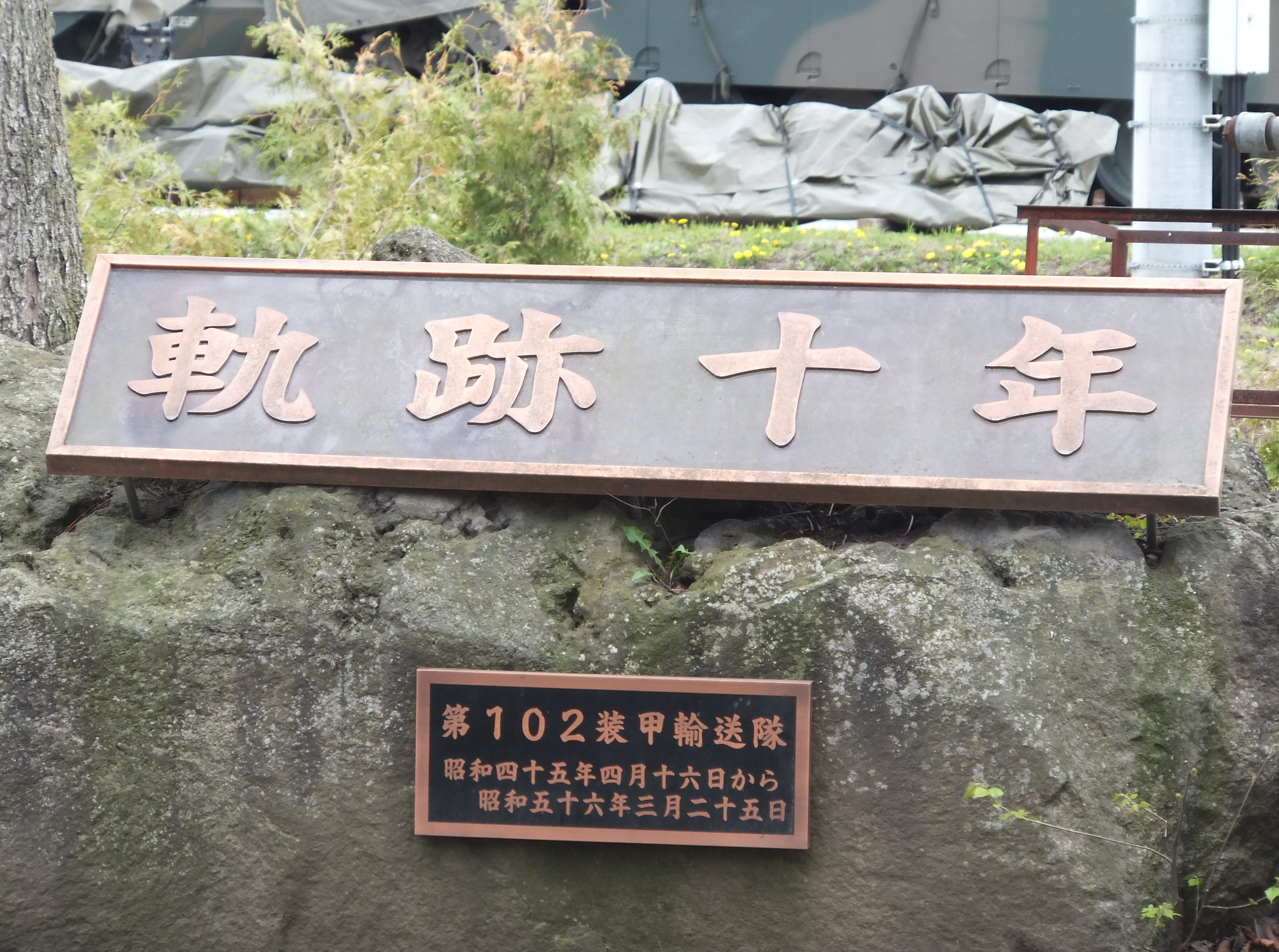
第102装甲輸送隊の記念碑

## 沿革
- 1971年（昭和46年）3月25日：第102装甲輸送隊が上富良野駐屯地において編成完結[2]。北部方面隊に直轄部隊として編合。
- 1974年（昭和49年）8月1日：第102装甲輸送隊が第1戦車団に編合。
- 1981年（昭和56年）3月25日：第102装甲輸送隊（上富良野駐屯地）が廃止。

## 廃止時の部隊編成
- 第102装甲輸送隊本部
  - 総務班
  - 訓練班
  - 管理班
- 第1装甲輸送小隊（第3普通科連隊を輸送支援）
- 第2装甲輸送小隊（第9普通科連隊を輸送支援）
- 第3装甲輸送小隊（第25普通科連隊を輸送支援）
- 第4装甲輸送小隊（第26普通科連隊を輸送支援）
- 補給整備小隊（人員は約60名程度）
  - 小隊本部
  - 装輪整備班
  - 装軌車整備班
  - 補給整備班

装備車両の部隊表示は全て「102装甲」

## 主要装備
- 60式装甲車
- 12.7mm重機関銃
- 64式7.62mm小銃